# نظریه همه‌چیز (فیلم ۲۰۱۴)
نظریهٔ همه‌چیز (انگلیسی: The Theory of Everything) فیلمی در ژانر درام، عاشقانه و زندگی‌نامه‌ای به کارگردانی جیمز مارش که  در سال ۲۰۱۴ منتشر شد. آنتونی مک‌کارتن فیلم‌نامهٔ این فیلم را برپایهٔ سفر به بی‌نهایت: زندگی من با استیون نوشتهٔ جین وایلد هاوکینگ، نگاشته‌است. در این کتاب او به رابطه‌اش با همسر سابقش، استیون هاوکینگ، ابتلای استیون به بیماری عصبی حرکتی و موفقیتش در فیزیک می‌پردازد.
اِدی رِدمِین در نقش استیون هاوکینگ، فلیسیتی جونز، چارلی کوکس، امیلی واتسون، سایمن مک‌برنی، کریستیان مک‌کی و دیوید تیولیس در این فیلم به ایفای نقش پرداخته‌اند. نظریهٔ همه‌چیز در ۷ سپتامبر ۲۰۱۴ اکران جهانی شد.
این فیلم عموماً با نظرات مثبت مخاطبان مواجه شد و در جشنواره‌ها و با گرفتن جوایز مختلف، موفقیت‌های زیادی کسب کرد. در مراسم جایزهٔ گلدن گلوب، نامزد دریافت چهار جایزه بود و از بین آن‌ها جایزهٔ بهترین بازیگر نقش اول مرد فیلم درام برای ردمِین و بهترین موسیقی متن را ازآن خود کرد. در مراسم بفتا هم نامزد دریافت ۱۰ جایزه بود که سه تا از آن‌ها، جایزهٔ بهترین بازیگر نقش اول مرد برای ردمِین، بهترین فیلم بریتانیایی و بهترین فیلم‌نامهٔ اقتباسی برای مک‌کارتن را کسب کرد. در جوایز اسکار هم نامزد دریافت پنج جایزه شد، ازجمله: بهترین فیلم، بهترین بازیگر نقش اول مرد برای ردمِین و بهترین بازیگر نقش اول زن برای جونز.

## داستان
در سال ۱۹۶۳، در یک مهمانی، استیون هاوکینگ (ادی ردمین)، دانشجوی کیهان‌شناسی دانشگاه کمبریج، با جِین وایلد (فلیسیتی جونز)، که دانشجوی ادبیات در همان دانشگاه است، آشنا می‌شود. با وجود این‌که استیون در ریاضی و فیزیک توانایی بالایی دارد، دوستان و استادانش نگران موضوع تز دکترای وی هستند. استیون به‌همراه استادش (دیوید تیولیس) به یک سخنرانی راجع به سیاه‌چاله ها می‌روند که باعث می‌شود استیون به این فکر بیفتد که سیاه‌چاله‌ها باعث به‌وجود آمدن جهان شده‌اند، و بعداً تصمیم می‌گیرد موضوع تزش را "زمان" انتخاب کند.
زمانی که در حال تحقیقات است، برخی ماهیچه‌های بدن استیون از کار می‌افتند و باعثِ افتادن و وارد شدن ضربه‌ای به سر وی می‌شود. به او گفته می‌شود که به بیماری عصبی نادری مبتلاست و به‌زودی تمام ماهیچه‌های بدنش از کار خواهد افتاد و توانایی راه رفتن، حرف زدن و غذا خوردن را از دست خواهد داد؛ اما به مغزش آسیبی وارد نمی‌شود، و این‌که حداکثر دو سال دیگر زنده خواهد ماند. استیون گوشه‌گیر می‌شود و همه را از خود می‌رانَد. جِین به او می‌گوید که دوستش دارد. جین با والدین استیون صحبت می‌کند و آن‌ها وضعیت را به‌طور کامل برای او شرح می‌دهند. جین تصمیم می‌گیرد که با استیون بماند. آن‌ها ازدواج می‌کنند و پسرشان به‌دنیا می‌آید.
استیون کم‌کم توانایی صحبت کردن را از دست می‌دهد. زمانی که تزش را ارائه می‌دهد، به او گفته می‌شود که در نظریه‌اش ایرادهایی وجود دارد، ولی تئوری او انقلابی است در دنیای علم و نشان دکترا را به او اعطا می‌کنند. استیون زمانی که در حال جشن گرفتن به‌همراه جین و دوستانش است، متوجه می‌شود که دیگر نمی‌تواند راه برود و باید از ویلچر استفاده کند.
بعد از به‌دنیا آمدن فرزند دوم، استیون نظریه‌ای جدیدی راجع به پدیداری سیاه‌چاله‌ها ارائه می‌کند. بعد از ارائهٔ این نظریه، استادان شگفت‌زده می‌شوند و در ادامه باعث می‌شود استیون شهرت جهانی پیدا کند. در این بین، جین، با وجود بچه‌هایش، سلامتی و نگه‌داری از استیون، فرصت کار کردن بر روی تز خودش را ندارد. جین وضعیت را برای استیون توضیح می‌دهد و او در جواب می‌گوید که درک می‌کند که او به کمک احتیاج دارد. جین به پیشنهاد مادرش به گروه سرود کلیسا می‌پیوندد و آن‌جا با جاناتان (چارلی کوکس) آشنا می‌شود. او و جاناتان دوستان نزدیکی می‌شوند و جین او را برای درس پیانو دادن به بچه‌هایش استخدام می‌کند. خیلی زود جاناتان دوست کل خانواده می‌شود و به جین، استیون و بچه‌ها در زندگی‌شان کمک می‌کند.
وقتی فرزند سوم جین به‌دنیا می‌آید، مادر جین از او می‌پرسد که فرزند از جاناتان است یا استیون. جین از این حرف ناراحت می‌شود و بعد متوجه می‌شوند که جاناتان حرف‌های آن‌ها را شنیده‌است. جین سعی می‌کند جلوی رفتن او را بگیرد و در همان‌جا به هم اعتراف می‌کنند که یکدیگر را دوست دارند. جاناتان مدتی از آن‌ها فاصله می‌گیرد، تا این‌که استیون پیش او می‌رود و می‌گوید جین به او نیاز دارد.
استیون به یک کنسرت اپرا در بوردو دعوت می‌شود. زمانی که او در کنسرت است، جین و جاناتان بچه‌ها را به کمپ می‌برند و به هم نزدیک‌تر می‌شوند. استیون در کنسرت حالش بد می‌شود و به کما می‌رود. مشخص می‌شود که استیون به ذات‌الریه مبتلا شده‌است. جین به بیمارستان می‌رود و دکتر به او می‌گوید برای زنده ماندن، مجبورند نای استیون را سوراخ کنند، و این باعث می‌شود که دیگر نتواند حرف بزند. جین قبول می‌کند.
الین (مکسین پیک) استخدام می‌شود تا به استیون کمک کند. او با استفاده از یک تخته که حروف بر روی آن‌ها حک شده، با دیگران ارتباط برقرار می‌کند. آن دو به هم نزدیک می‌شوند. بعد به استیون یک کامپیوتر هوشمند اهدا می‌شود که به‌کمک آن می‌تواند صحبت کند. استیون با استفاده از آن، کتاب تاریخچهٔ زمان (به انگلیسی: The History of Time) را می‌نویسد که به یک کتاب پرفروش جهانی تبدیل می‌شود. استیون به جین می‌گوید که او برای دریافت یک جایزه به آمریکا دعوت شده و الین همراه او به آمریکا خواهد رفت. در این‌جا هر دو متوجه می‌شوند که این پایان راه ازدواج آن‌هاست.
استیون به‌همراه الین، که حالا عاشق یکدیگر شده‌اند، به سخنرانی می‌رود. جین و جاناتان هم به هم می‌پیوندند. درهنگام سخنرانی، استیون می‌بیند که خودکار یک دانشجو روی زمین می‌افتد. او خودش را تصور می‌کند که بلند می‌شود و خودکار را به دانشجو می‌دهد و از تصور این‌که این بیماری چگونه بر بدنش تأثیر داشته، ناراحت می‌شود. با این وجود، او ادامه می‌دهد و یک سخنرانی الهام‌بخش ارائه می‌کند.
جین یک نامه دریافت می‌کند که در آن ملکه الیزابت دوم خواهان ملاقات با استیون شده‌است. جین و استیون دوباره یکدیگر را می‌بینند و به ملاقات ملکه می‌روند. در حیاط کاخ، آن دو به فرزندانشان نگاه می‌کنند و استیون می‌گوید: «ببین چی ساختیم».
در سکانس پایانی، فیلم به عقب برمی‌گردد تا زمان اولین ملاقات جین و استیون، که نشان‌دهندهٔ آرزوی استیون است برای عقب بردن زمان تا ببیند در ابتدای جهان چه اتفاقی افتاده‌است. در پایان، در متنی اشاره می‌شود که جین و جاناتان با هم ازدواج کردند و تا به امروز از دوستان صمیمی استیون باقی ماندند. همچنین، استیون نشان شوالیه را از ملکه قبول نکرده‌است.

## تولید

### آماده‌سازی
آنتونی مک‌کارتن از سال ۱۹۸۸، که کتاب تاریخچهٔ زمان را خواند، به زندگی استیون هاوکینگ علاقه‌مند شده‌بود. در سال ۲۰۰۴، مک‌کارتن سفر به بی‌نهایت: زندگی من با استیون نوشتهٔ جِین هاوکینگ را خواند و بلافاصله شروع به نوشتن فیلم‌نامه‌ای برپایهٔ آن کرد، درحالی‌که هیچ تضمینی برای ساخت آن وجود نداشت. او چندین بار با جِین در خانه‌اش دیدار کرد تا در مورد این پروژه بحث کند. بعد از نوشتن چندین نسخه از فیلم‌نامه، سال ۲۰۰۹ از طریق کریگ برنستاین با لیسا بروس آشنا شد.
لیسا بروس سه سال به‌همراه مک‌کارتن تلاش کردند تا جِین را متقاعد کنند که از روی کتابش فیلم اقتباسی ساخته شود. در ۱۸ آوریل ۲۰۱۳، اعلام شد که جیمز مارش این فیلم را کارگردانی خواهد کرد و فیلمبرداری در کمبریج و لوکشین‌هایی دیگر در بریتانیا انجام خواهد شد. همچنین اعلام شد که ادی ردمین نقش اصلی فیلم را ایفا خواهد کرد. در ۲۳ ژوئن ۲۰۱۳، تأیید شد که جونز در نقش مقابل ردمین بازی خواهد کرد. در ۸ اکتبر پیوستن تیولیس و واتسون به پروژه تأیید شد و این‌که تیم بیون، اریک فلنر، لیسا بروس و آنتونی مک‌کارتن تهیه‌کنندگان این فیلم هستند.
مارش تمام تصاویر و فیلم‌های موجود از هاوکینگ را بررسی کرد تا صحت و دقت فیلم بالا رود. ردمین خودش با هاوکینگ دیدار کرد. او دراین‌باره گفت: «حتی الآن که نمی‌تواند حرکت کند، می‌توانید جنبش و طراوت را در چشمانش ببینید». او همچنین بازی در نقش هاوکنیگ را یک چالش سنگین خواند و گفت: «مشکلی اصلی این بود که یک فیلم به ترتیب زمانی فیلم‌برداری نمی‌شود و همه‌چیز دربارهٔ جدول زمانیِ زوال جسمیِ او بود، و این‌که بتوانیم از روزی به روزی دیگر بپریم و در عین حال شادابی و بذله‌گویی او را حفظ کنیم».
ردمین شش ماه در مورد هاوکینگ تحقیق کرد و همهٔ تصاویری را که از او پیدا کرد، مشاهده کرد. مارش اعلام کرد که کار ردمین اصلاً آسان نبود. او گفت: «او باید آماده‌سازی‌های بسیار دشواری را پشت‌سر می‌گذاشت تا از پسِ سختی‌های جسمیِ نقش برآید. فقط درمورد ایفای نقش معلولیت نیست، بلکه حفظ جدول زمانی و زوال ترتیبیِ بدن است». او همچنین در ادامه گفت که هاوکینگ برای آن‌ها آرزوی موفقیت کرد و گفت: «واکنش [هاوکینگ] بسیار مثبت بود. حتی پیشنهاد داد که از صدای خودش استفاده کنیم، همان صدای واقعی‌ای که خودش استفاده می‌کند. صدایی که در فیلم می‌شنوید، دقیقاً همان صدایی الکترونیکی‌ای است که هاوکینگ در واقعیت استفاده می‌کند». اعلام شد که در جشنوارهٔ بین‌المللی فیلم تورنتو، که فیلم برای اولین بار اکران شد، وقتی چراغ‌ها روشن شده، پرستارِ هاوکینگ قطره‌های اشک را از صورتِ او پاک کرده‌است.
جِین هاوکینگ در مصاحبه با رادیو بی‌بی‌سی ۴ در مورد دیدارهایش با فلیسیتی جونز برای آماده‌سازی ایفای نقشش صحبت کرد. او گفت وقتی فیلم نهایی را دیده‌است، از این‌که جونز دقیقاً از الگوهای رفتاری و صحبت کردن وی استفاده کرده، شگفت‌زده شده‌است.

### فیلم‌برداری

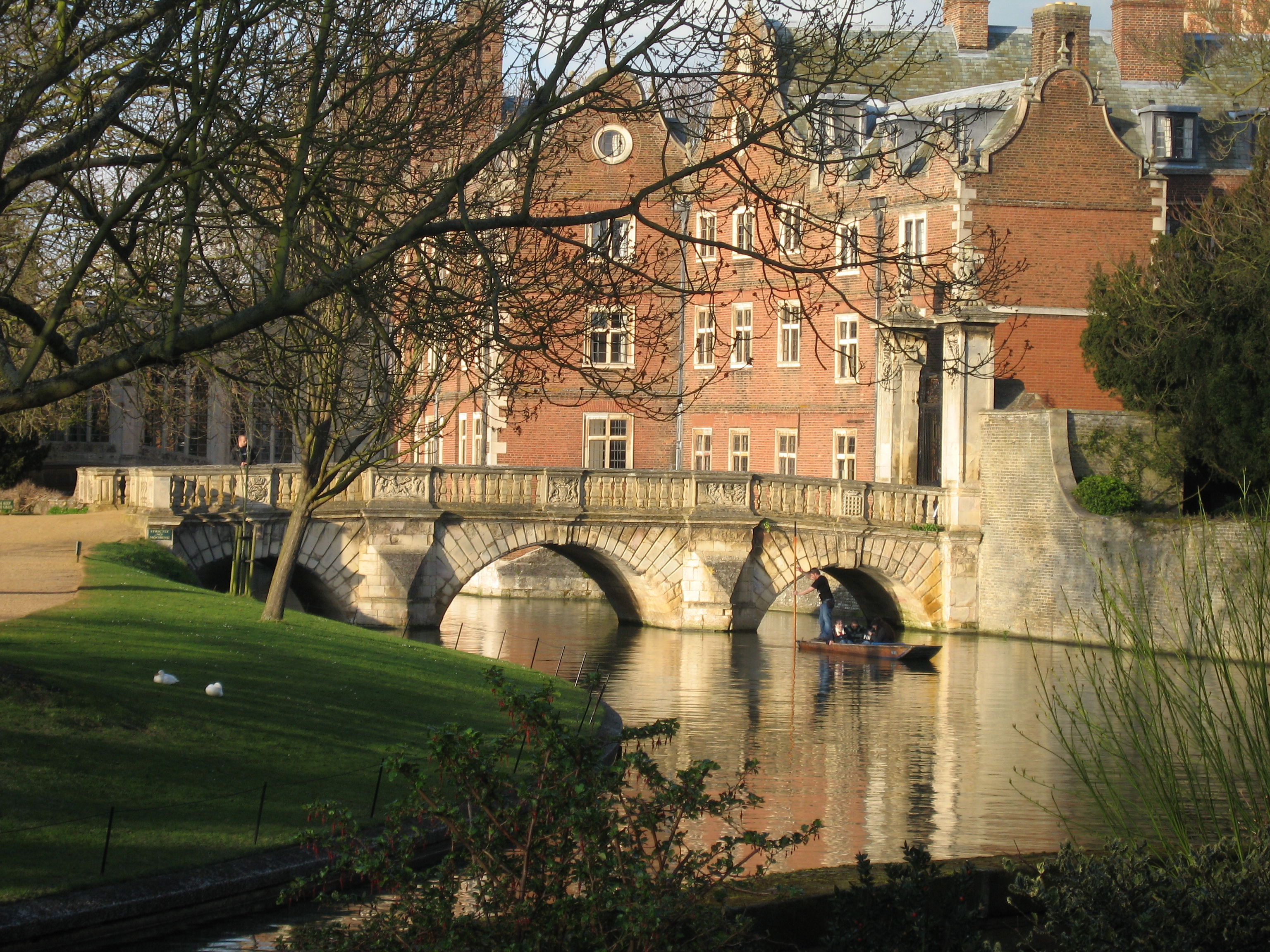
قسمتی از فیلمبرداری دانشگاه کمبریج در کالج سَن جان (St John's College) صورت گرفت.

تا ۸ اکتبر ۲۰۱۳، فیلمبرداری در لوکشین‌های کمبریج و دیگر نقاط بریتانیا آغاز شده‌بود. قبل از شروع فیلمبرداری اصلی، بین ۲۳ تا ۲۷ سپتامبر، فیلمبرداری صحنه‌های ساختمان جدید و مراسم فارغ‌التحصیلی انجام شد. در ۲۴ سپتامبر ۲۰۱۳، سکانس‌هایی در کالج سن جان (St John's College) و جادهٔ کویین فیلمبرداری شد.
گروه آتش‌بازی تیتانیوم، که مسئول آتش‌بازی افتتاحیهٔ المپیک ۲۰۱۲ لندن بودند، آتش‌بازی‌های استفاده‌شده در این فیلم را انجام دادند.

### موسیقی
یوهان یوهانسون آهنگساز این فیلم بود.

## انتشار
نظریهٔ همه‌چیز در ۷ سپتامبر ۲۰۱۴، در جشنوارهٔ بین‌المللی فیلم تورنتو اکران شد.
در ۱۰ آوریل ۲۰۱۴، فوکوس فیچرز حق انتشار این فیلم در ایالات متحده را به‌دست آورد و هم‌زمان انترتینمنت وان فیلمز حق انتشار فیلم در کانادا را خرید. در ۷ اوت ۲۰۱۴ اولین تریلر فیلم منتشر شد. در ۸ اکتبر ۲۰۱۳، یونیورسال پیکچرز حق انتشار جهانی فیلم را به خود اختصاص داد.
این فیلم در ۷ نوامبر ۲۰۱۴ در ایالات متحده به‌صورت محدود اکران شد. سپس در تایوان، اتریش و آلمان به نمایش درآمد و در ۱ ژانویهٔ ۲۰۱۵ در بریتانیا، و در ادامه، در بقیهٔ کشورهای اروپا اکران شد.

## بازخوردها

### منتقدان
راتن تومیتوز، برپایهٔ نظرات ۲۰۷ منتقد، اعلام کرد که ۸۰٪ آنان نظر مثبتی راجع به فیلم داشته‌اند و به‌طور میانگین نمرهٔ ۷٫۳ از ۱۰ به آن داده‌اند. در توضیحات این وب‌گاه آمده‌است: «نیمی زندگی‌نامه و نیمی داستان عاشقانه، نقطهٔ قوتِ نظریهٔ همه‌چیز، کارگردانی جیمز مارش و بازی بی‌نظیر بازیگرهای نقش اولش است». متاکریتیک برپایهٔ نظرات ۴۷ منتقد، نمرهٔ ۷۲ از ۱۰۰ را به این فیلم داده‌است و نظرات را «عموماً مثبت» توصیف کرده‌است.